# 時空旅人之妻
《時空旅人之妻》（英語：The Time Traveler's Wife）是美國作家奧黛麗·尼芬格（Audrey Niffenegger）於2003年所創作的愛情小說。這也是奧黛麗·尼芬格的首部作品。在2009年改編成同名電影。

## 情节
主角亨利患有慢性时间错位症，会不知不觉地游离在时间之间。例如：他以为他在二十八岁时是第一次遇到二十岁的克莱兒，而克莱兒却说：“我从小就认识你了”；和克莱兒结婚多年后，亨利又突然发现自己回到了童年，而这次遇见的却是六岁的克莱兒。但是，他的妻子克莱兒却始终保持着对亨利的爱。

## 登場角色
- 亨利・狄譚伯（Henry DeTamble）：本作主角，一個時空旅人。
- 亨利・狄譚伯（6歲時）：6歲的聖誕節當晚，成為時空旅人。
- 克萊兒・狄譚伯（艾布夏爾）（Clare DeTamble（Abshire））
- 克萊兒・艾布夏爾（6歲和8歲時）：亨利時空旅行時見到6歲時還有8歲時的克萊兒。
- 愛爾芭・狄譚伯（9~10歲時）（Alba DeTamble）：亨利和克萊兒9歲到10歲時的女兒。
- 愛爾芭・狄譚伯（4~5歲時）：亨利和克萊兒的4歲到5歲時的女兒。
- 戈梅茲（Gomez）：克萊兒與亨利的朋友，也是雀兒喜的男朋友。
- 雀兒喜（Charisse）：克萊兒最好的朋友與室友。
- 理查・狄譚伯（Richard DeTamble）：亨利的父親，克萊兒的公公，阿爾芭的爺爺。
- 安妮特・狄譚伯（Annette DeTamble）：亨利的母親，親眼目睹亨利消失，之後車禍失控死亡，也是阿爾芭已過世的奶奶。
- 艾莉西亞・艾布夏爾（Alicia Abshire）：克萊兒的妹妹，阿爾芭的阿姨。
- 露西兒・艾布夏爾（Lucille Abshire）：克萊兒的母親，亨利的岳母，阿爾芭的外婆。
- 菲利浦・艾布夏爾（Philip Abshire）：克萊兒的父親，亨利的岳父，阿爾芭的外公。
- 馬克・艾布夏爾（Mark Abshire）：克萊兒的哥哥，阿爾芭的舅舅。
- 大衛・肯德瑞克（David Kendrick）：治療亨利時空旅行的醫師。

## 评论
“奥德丽·尼芬格和马尔克斯一样，他们试图告诉我们，在如此崇高的爱情里，没有悲剧可言，也永远不会被任何限制所困。”
　　——《华盛顿邮报》
一首爱战胜了时间的高昂颂歌。
　　——《芝加哥论坛报》
一个科纪的假设造就了一个荡气回肠、极具原创性的爱情故事。
　　——《人物》杂志（年度十佳好书）
一个充满灵性的故事......尼芬格在她的时空镜厅里玩得出神入化，令人叹为观止。
　　——《纽约客》
感人至深，叙事精准......尼芬格犹如战地记者一般，屹立在逐渐拉开帷幕的战场边，笔触清晰、坚定却又超然。
　　——《今日美国》
这是患有某种怪异的疾病（不时进出时空）的迷人男子，和深爱着他的女人之间的奇特故事。故事的发生地——芝加哥，在作者笔下熠熠生辉。
　　——《旧金山纪事报》
与表面所呈现的相反，《时间旅行者的妻子》是个非常古老的爱情故事：摇晃、性感、不可思议......但当它被独具魅力的方式重述之后，依旧百看不厌。
　　——《泰晤士报》

## 改編作品

### 電影
- 《時空旅人之妻》（2009）

### 電視
- 《時空旅人之妻》（2022）

## 外部連結
- Audrey Niffenegger's official website （页面存档备份，存于）
- Official Film trailer （页面存档备份，存于）